# The Crossing Lines Project
The Crossing Lines Project – die vollständige Bezeichnung lautet Power of Diversity. The Crossing Lines Project – ist der Titel eines interkulturellen und europaweiten Tanztheaters, das in den Jahren von 2015 bis 2018 unter der Leitung des Freiburger Aktionstheaters Panoptikum entwickelt und im öffentlichen Raum von jungen Erwachsenen aufgeführt wurde. Die Kulturförderung der Europäischen Union beteiligte sich an der Finanzierung des Projektes.

## Konzeption
Die Festlegung auf die Musikrichtung Hip-Hop mit dem typischen Sprechgesang Rap als Ausdrucksform erfolgte schon zu Beginn des Projektes. Nach Ansicht von Matthias Rettner, der für die Gesamtleitung des Projektes verantwortlich war, zeigen sowohl Mitwirkende als auch das Publikum aus unterschiedlichen Gesellschaftsschichten für diese künstlerische Kombination ein Interesse, sodass Grenzen (lines) sozialer und ethnischer Herkunft dann kaum eine Rolle spielen. Das Gesamtkonzept, das in zwei Phasen unterteilt war, prägten Sigrun Fritsch vom Aktionstheater Panoptikum und der Songwriter Robin Haefs aus Berlin: In der ersten Phase ging es um die Werbung von jeweils drei mitwirkender Personen aus zehn europäischen Partnerstädten. Dieser Kreis von dreißig jungen Erwachsenen entwickelte im Sommer 2017 in Freiburg das Tanztheater The Crossing Lines Project. In der zweiten Phase kam das Stück im Anschluss an die Premiere auf dem Stühlinger Kirchplatz in Freiburg am 28. Juli 2017 in der Zeit von August 2017 bis zum Sommer 2018 insgesamt neunmal im öffentlichen Raum zur Aufführung.

## Aufführungen
Alle Aufführungen der Crossing Lines Produktion wurden im öffentlichen Raum durchgeführt. Diese Inszenierungen hatten auch das Ziel, die Ergebnisse anonymer Befragungen des jeweiligen Publikums zu visualisieren:
- 28. Juli 2017: Premiere in Freiburg im Breisgau, Deutschland
- 29. Juli 2017: Zweite Aufführung in Freiburg im Breisgau
- 5. August 2017: Helsingør, Dänemark[6]
- 12. August 2017: Newbury, England[7]
- 27. April 2018: Murmansk, Russland
- 19. Mai 2018: Bytom, Polen[8]
- 2. Juni 2018: Rastatt, Deutschland
- 9. Juni 2018: Folkestone, England[9]
- 15. Juni 2018: Sibiu, Rumänien[10]
- 30. Juni 2018: Görlitz, Deutschland[11]
- 21. Juli 2018: Las Palmas de Gran Canaria, Spanien[12]